# Private equity
Private equity is de benaming voor investeerders die buiten de aandelenbeurs om financieel in bedrijven participeren. Een beursgenoteerd bedrijf kan extra aandelen uitgeven op de beurs als het geld nodig heeft, een niet-beursgenoteerd bedrijf kan dat niet. Als een dergelijk bedrijf geldmiddelen nodig heeft kan het deze ophalen bij een bank of bij private investeerders. Private-equity-investeringen zijn er in verschillende orden van grootte: leveraged buyouts, waarbij gebruikgemaakt wordt van geleend geld, kunnen tot in de miljarden euro's groot zijn, terwijl een venturecapital-investering soms maar enkele honderdduizenden euro's bedraagt.

## Werkwijze
Om te kunnen investeren, verzamelen private-equitybedrijven vermogen via bijvoorbeeld pensioenfondsen, verzekeraars, banken, vermogende families en/of van particuliere beleggers. Ze investeren dat vermogen in niet-beursgenoteerde bedrijven. Als deze maatschappijen hun participaties na een aantal jaren met winst weer verkocht hebben betalen zij de beleggers hun inleg terug, zo mogelijk inclusief een rendement dat behaald is. Omdat het gaat om aandelenbeleggingen staat niet van tevoren vast hoe hoog het rendement zal zijn.
Private-equityfirma's nemen altijd een meerderheids- of een groot minderheidsbelang in een bedrijf. Zij bedingen vaak ook zeggenschap over bijvoorbeeld de strategie en de financieringsstructuur. Dat betekent dat er doorgaans samen met het management van het bedrijf plannen worden gemaakt om het bedrijf te laten groeien, overnames te doen en/of de kosten te verlagen. Slecht renderende onderdelen worden verkocht. Daarna verkoopt de private-equityfirma de efficiënter opererende onderneming met winst door aan een andere private partij of brengt de onderneming naar de beurs.
Meestal zijn private-equity-bedrijven gespecialiseerd in een bepaald type of een bepaalde bedrijfstak, bijvoorbeeld in jonge of volwassen bedrijven, internationaal, regionaal, ICT, biotechnologie. Net als gewone private kapitaalverschaffers wordt een private-equity-firma aandeelhouder van het bedrijf waaraan ze geld lenen. Na ongeveer vijf tot zeven jaar worden de belangen weer verkocht, in de hoop dan wel verwachting op een rendement boven dat van de aandelenbeurs. Een investering in een jong bedrijf wordt venture capital genoemd, oftewel durfkapitaal. Dit is beleggen met veel risico maar ook met potentieel hoge rendementen.
Hoewel private-equity-firma's zich in eerste instantie richten op niet-beursgenoteerde ondernemingen, kopen zij soms ook wel beursgenoteerde ondernemingen op. Na een dergelijke overname wordt het bedrijf dan van de beurs gehaald en opereert het in feite als een regulier privaat bedrijf (BV).

## Kapitaalverwerving
Particulieren zullen niet snel participeren in een private-equityfirma door de grote minimuminvestering die private-equityfondsen verlangen. Het vermogen wordt voornamelijk bijeen gebracht door pensioenfondsen. In Nederland zijn dat bijvoorbeeld Stichting Pensioenfonds ABP (ABP) en Pensioenfonds Zorg en Welzijn (PFZW), die beide investeren via Alpinvest. Ook andere institutionele investeerders zoals de bank of participatiemaatschappij investeren in deze fondsen. Voor particulieren is het wel mogelijk te investeren door bijvoorbeeld een aandeel in een private-equityfonds te kopen. Verschillende private-equityfirma's hebben fondsen naar de beurs gebracht, zoals KKR.

## Rendement
Private-equityfirma's halen relatief hoge rendementen, waardoor steeds meer institutionele beleggers zoals pensioenfondsen en verzekeraars hun geld eraan toevertrouwen. Private-equityfirma's genereren soms al snel winst door grote concerns op te splitsen en de complexiteit te reduceren; vaak worden overnames uit het verleden teruggedraaid en wordt vastgoed verkocht.
Private investeerders bekijken alles vanuit zakelijk oogpunt. Als een onderdeel niet voldoende rendeert, dan wordt er ingegrepen, ook als dat onderdeel bijvoorbeeld historisch belangrijk is voor het bedrijf. De private-equityfirma handelt in het belang van haar aandeelhouders. Klanten, toeleveranciers en werknemers komen er meestal bekaaider van af als een bedrijf wordt overgenomen door een private-equityfonds. Voor het personeel volgen meestal onzekere tijden: banen komen op de tocht te staan en arbeidsvoorwaarden verslechteren. Ook leveranciers worden onder druk gezet om goedkoper te leveren. Toen Vendex KBB, tegenwoordig Maxeda, (bestaande uit onder andere V&D, de Bijenkorf, Hema, Formido, Praxis en Dixons) in handen kwam van private investeerders (o.a. Alpinvest van PGGM/ABP) kregen de toeleveranciers vijf procent minder betaald, wilden ze dat niet dan konden ze vertrekken.

## Private equity versus hedgefunds
Immer spelen er in verschillende landen discussies over invloed van hedgefunds op de economie en de werkgelegenheid. Private equity moet niet verward worden met hedgefondsen. Een hedgefund is een beleggingsinstelling die voornamelijk profiteert van beursgerelateerde activiteiten. Private equity koopt soms beursgenoteerde ondernemingen op, maar handelt niet op de beurs. Het gekochte bedrijf wordt altijd privaat gefinancierd voortgezet.

## Grote private-equitybedrijven
Verschillende bekende bedrijven verzamelen een vermogen om te kunnen beleggen in niet-beursgenoteerde ondernemingen of om beursgenoteerde ondernemingen op te kopen en van de beurs te halen.
De grootste private-equitybedrijven wereldwijd waren in 2022 volgens de PEI 300 van Private Equity International:
1. Kohlberg Kravis Roberts (KKR) (VS)
2. Blackstone Group (VS)
3. EQT (Zweden)
4. CVC Capital Partners (VS)
5. Thoma Bravo (VS)
6. The Carlyle Group (VS)
7. General Atlantic (VS)
8. Clearlake Capital Group (VS)
9. Hellman & Friedman (VS)
10. Insights Partners (VS)

De grootste Nederlandse firma's zijn
- AlpInvest Partners
- Waterland Private Equity Investments (nr. 97 op de wereldranglijst)
- Forbion

Overige bekende Nederlandse private-equityfirma's zijn:
- ABN AMRO Capital
- Antea
- CVC Capital Partners
- Egeria
- Gilde Investment Management
- HAL Investments
- NPM Capital (onderdeel van SHV)

Een bekende Belgische private-equityfirma is:
- BNP Paribas Fortis – Business Segments

## Bekende overgenomen ondernemingen
In Nederland is de laatste jaren een aantal grote ondernemingen overgenomen door private-equity-investeringsmaatschappijen. Dit zijn de grootste private-equityovernames van de laatste jaren:
| Bedrijf                       | Bedrag (miljard €) | Private-equity-investeerder                     |
| ----------------------------- | ------------------ | ----------------------------------------------- |
| Nouryon (AkzoNobel Chemicals) | 10,0               | Carlyle Group                                   |
| VNU                           | 8,3                | Alpinvest, Blackstone, KKR, Carlyle             |
| Philips Halfgeleiders         | 7,4                | Alpinvest, KKR, Apax                            |
| Essent Kabelcom               | 2,6                | Warburg Pincus, Cinven                          |
| Casema                        | 2,1                | Warburg Pincus, Cinven                          |
| NIB Capital                   | 2,1                | J.C. Flowers                                    |
| Gouden Gids                   | 2,1                | Apax, Cinven                                    |
| Vendex KBB                    | 1,8                | Alpinvest, Change Capital Partners (CCP) en KKR |
| Unilever Diepvries            | 1,7                | Permira                                         |
| SBS Broadcasting              | 1,7                | KKR, Permira                                    |
| TNT Logistics                 | 1,5                | Apollo Management                               |
| AVR                           | 1,4                | CVC Capital Partners, KKR en Oranje Nassau      |